# Melzem Teichet
Melzem Teichet este o comună din departamentul Monguel, Regiunea Gorgol, Mauritania, cu o populație de 5.515 locuitori.